# Lowell Mason
Lowell Mason (Medfield, 8 de janeiro de 1792 - Orange, 11 de agosto de 1872) foi um compositor e professor de música sacra estadunidense, notável por ser compositor de mais de 1600 canções de hinos. Suas composições mais conhecidas incluem "Alegria Ao Mundo" e "Mais perto quero estar".

## Biografia
Mason estudou música de forma autodidata, aos 16 anos liderou o coral da igreja. Em 1815 se tornou organista e mestre de coro na Igreja Presbiteriana de Savannah. Em 1827 se torna o diretor da Sociedade Händel e Haydn. Juntamente com George J. Webb fundou em 1832 a Berklee College of Music. Foi o grande responsável por introduzir a música nas escolas públicas americanas sendo por vezes considerado o pai e mais importante educador da música sacra nos Estados Unidos.